# Les Gauloises bleues
Les Gauloises bleues è un film del 1969 diretto da Michel Cournot.